# Pista de gel

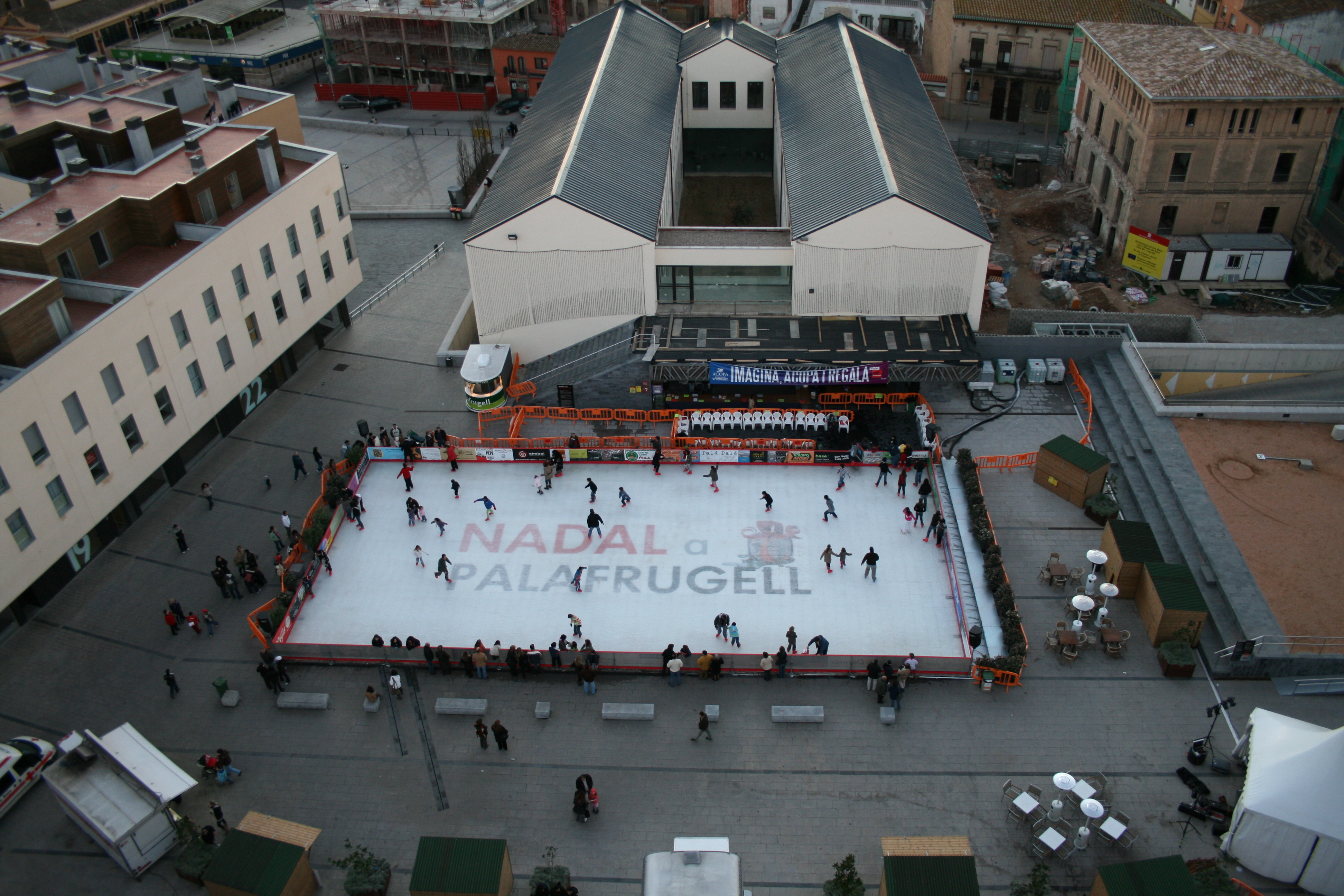
Pista de gel de Palafrugell (2007)

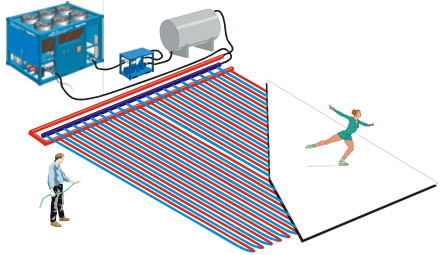
Esquema d'una pista de gel desmuntable

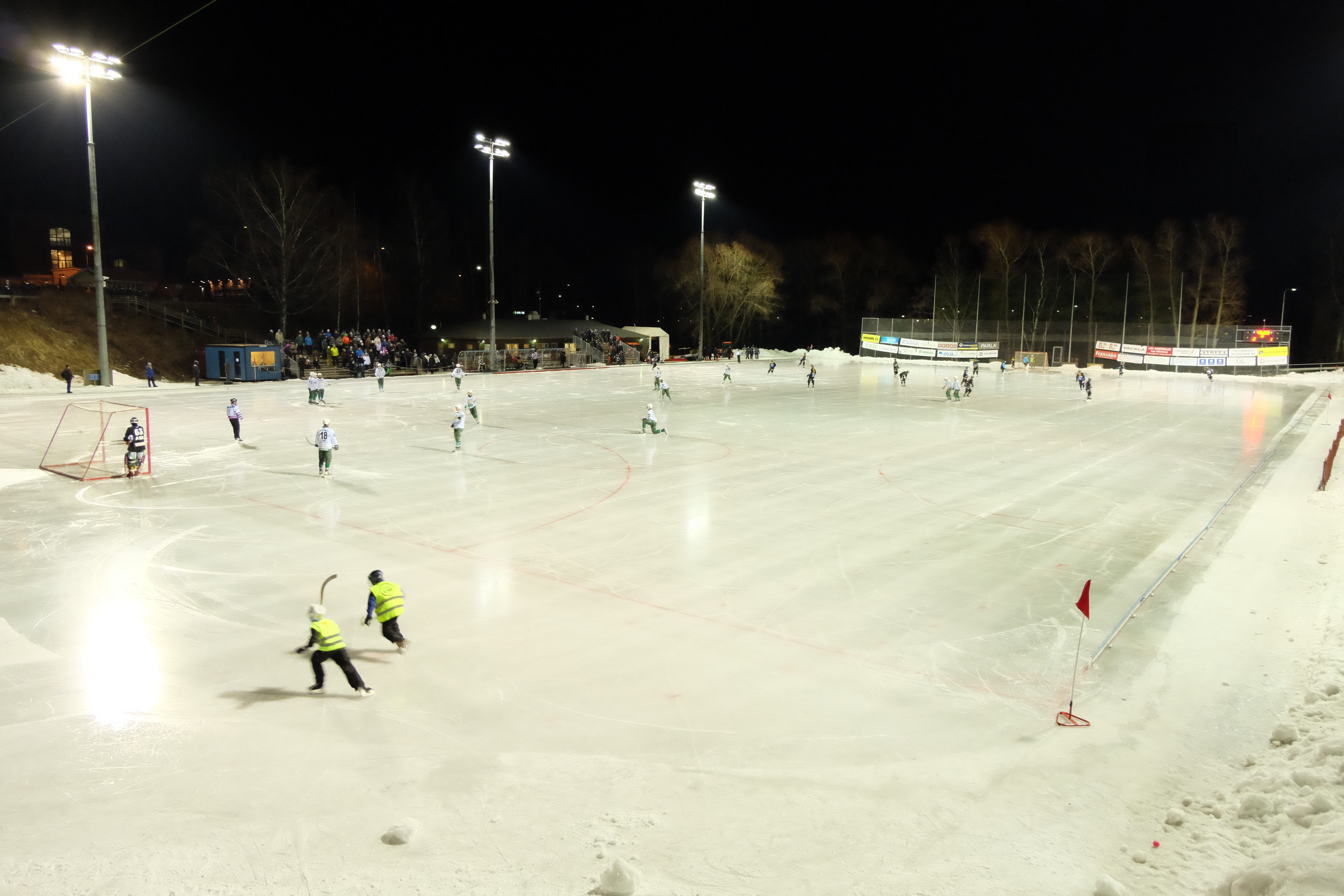
Bandy

Una pista de gel és un espai limitat per una barana i on el terra és una capa de gel gruixuda. Generalment són recintes tancats i habilitats per mantenir aquest gel de manera contínua, però cada cop més aquestes pistes de gel són al carrer, ja que algunes empreses especialitzades han sabut optimitzar la tecnologia frigorífica per tal de mantenir el gel a l'aire lliure en condicions òptimes. Gràcies a la implantació d'aquestes pistes de gel mòbils en centres comercials i en places d'algunes ciutats, els esports relacionats amb el gel gaudeixen de més atenció pública i més aficionats. També existeixen pistes de gel naturals en indrets on el fred és intens i constant (llacs i rius congelats).

## Instal·lació d'una pista de gel
Una pista de gel és una superfície limitada per una barana perimetral en la qual es genera i es manté una capa de gel de manera artificial, és a dir, amb l'ajuda d'una màquina refrigeradora.
Per muntar una pista de gel, el primer requisit a tenir en compte és disposar d'una superfície plana, firme i anivellada. Aquesta superfície es cobreix amb el que s'anomena la manta frigorífica, conformada per una xarxa de canonades connectades entre si, formant un circuit tancat.
Aleshores, arriba el moment d'omplir el circuit amb una barreja d'anticongelant (mono-etilenglicol o poli-propilenglicol) i aigua i ja es pot encendre la màquina refrigerant. La bomba fa que el líquid circuli per la xarxa de canonades de la pista de gel mentre que el buffertank permet expulsar l'aire que, en cas de no ser així, romandria atrapat dins del circuit. De mica en mica, la màquina refrigerant fa la seva funció; fer disminuir la temperatura del líquid fins als -8 °C i -10 °C. A continuació, i amb una mànega d'aigua, es llança aigua en forma d'esprai per tal de fer la primera capa d'aigua a sobre de la manta frigorífica. L'aigua es cristal·litza a l'instant. Aquest procés es repeteix una vegada rere l'altra i lentament es va formant una capa de gel el gruix ideal de la qual es comprèn entre els 6 i els 8 cm.
En la pista de gel, ja sigui tancada o a l'aire lliure, es poden practicar alguns d'aquests esports durant tot l'any: 
- Bandy
- Patinatge sobre gel
- Patinatge artístic
- Hoquei sobre gel
- Curling

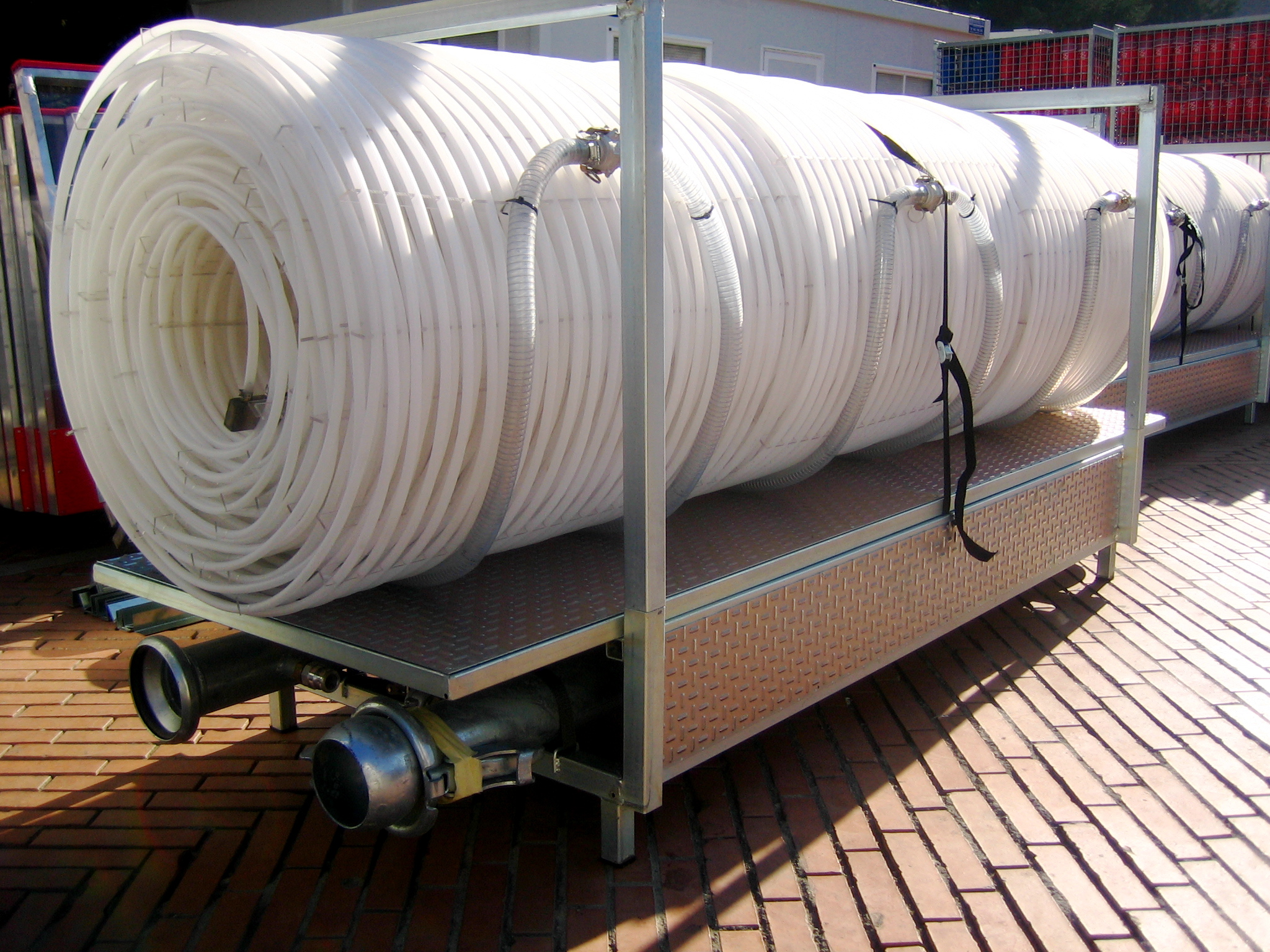
Icebox amb col·lectors a sota i la manta frigorífica enrotllada a sobre
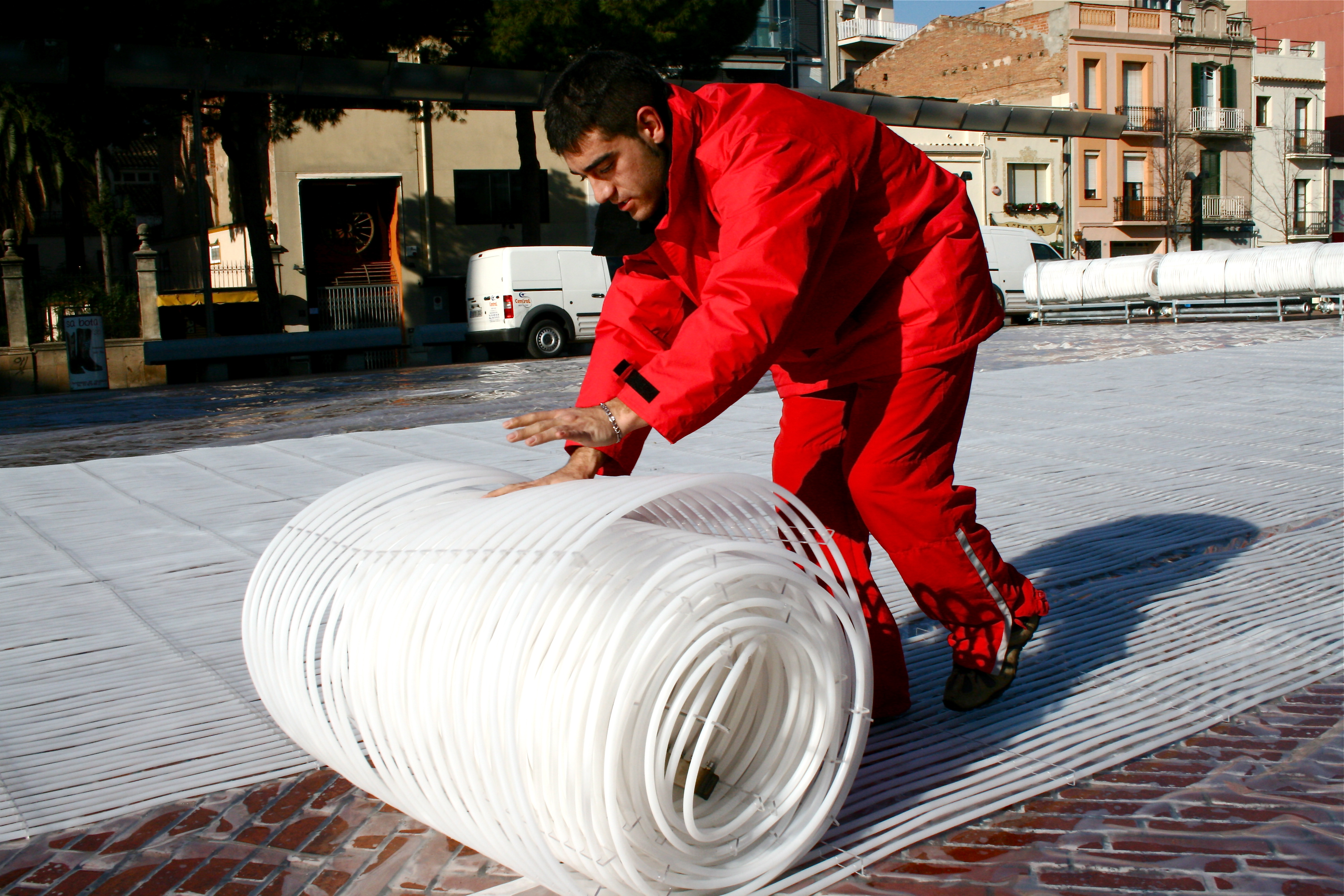
Supervisor desenrotllant la manta frigorífica
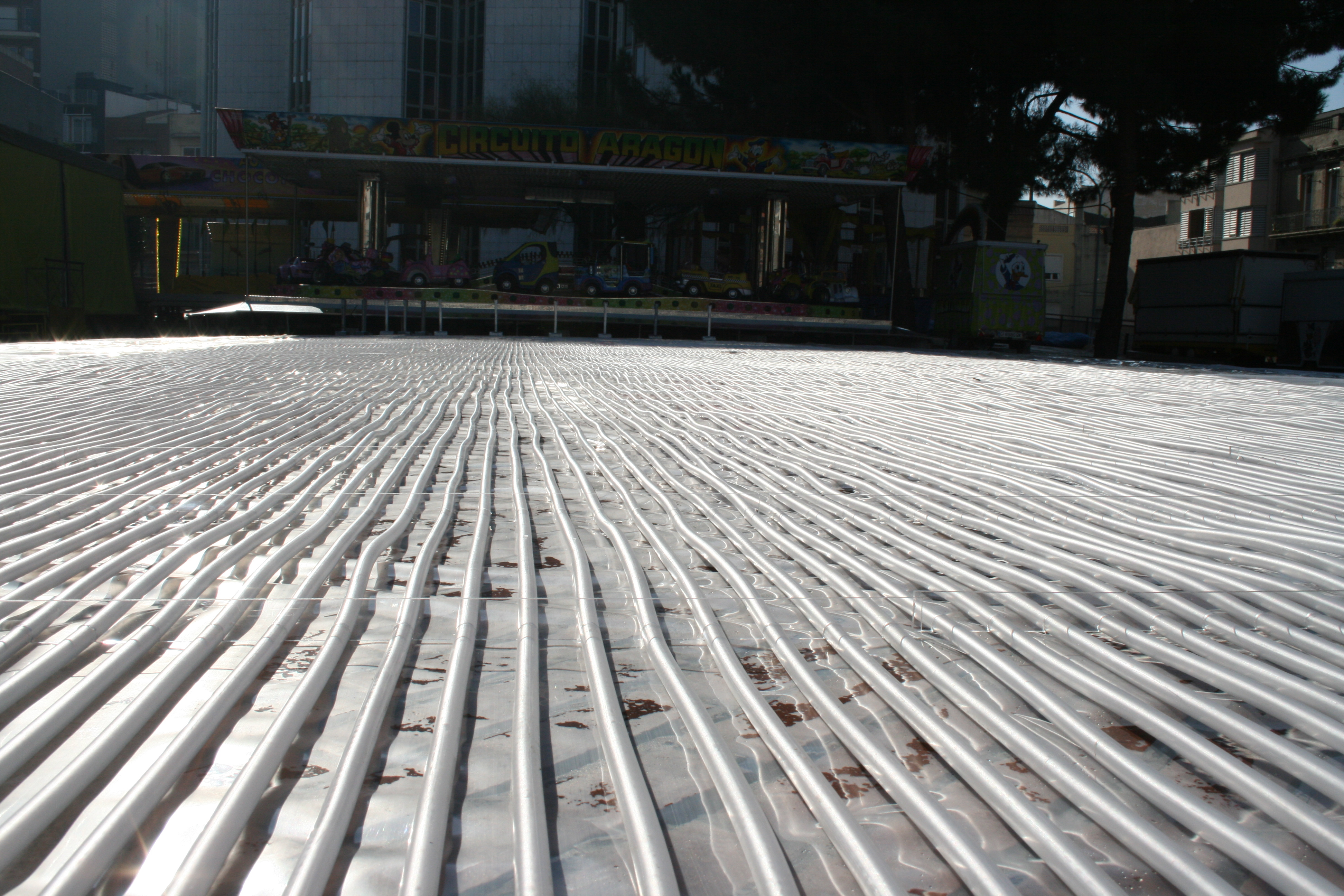
La manta frigorífica completament desenrotllada
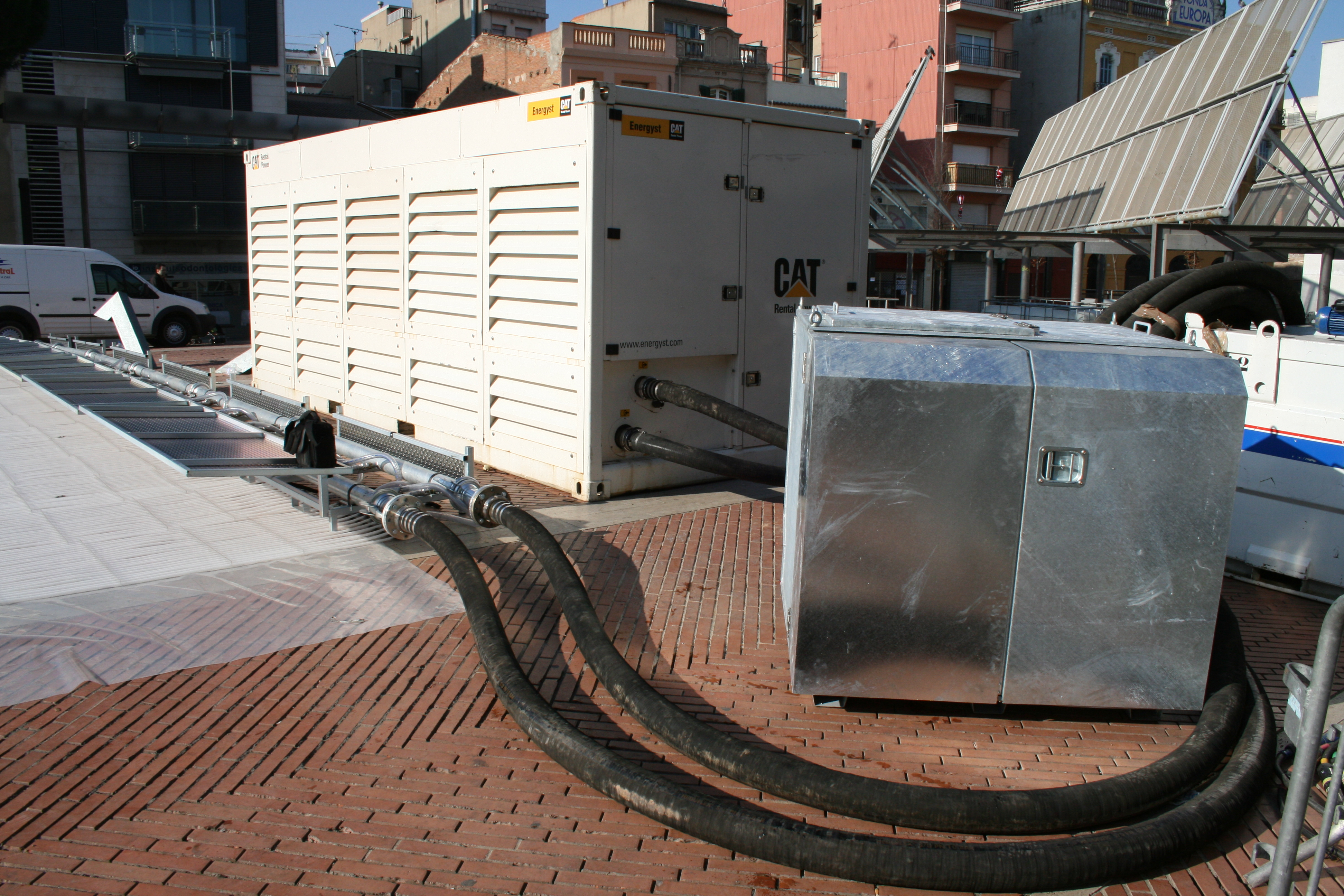
La màquina refrigeradora al costat del buffertank i connectada a la pista de gel
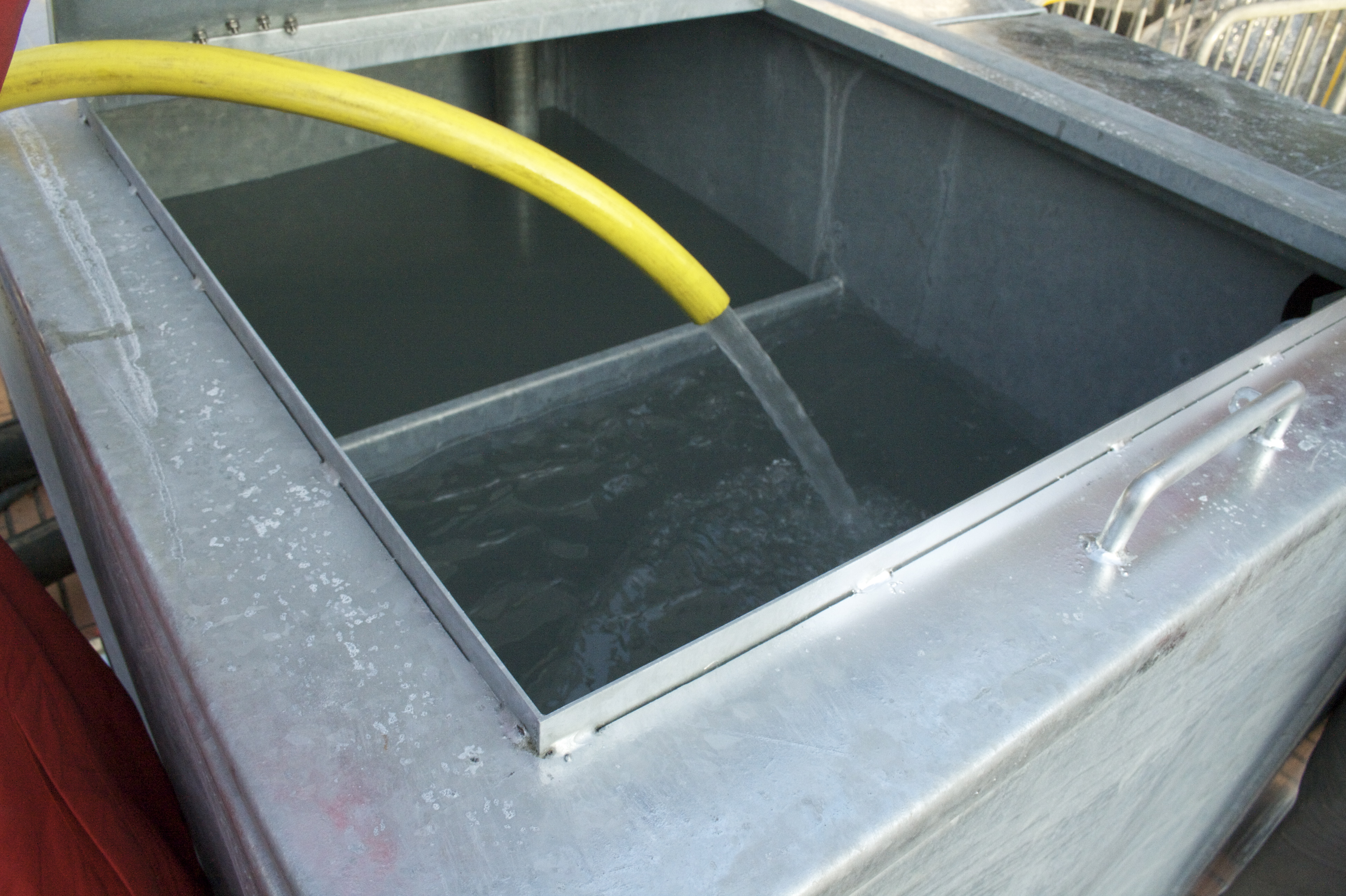
Omplint el buffertank amb la barreja d'aigua i anticongelant
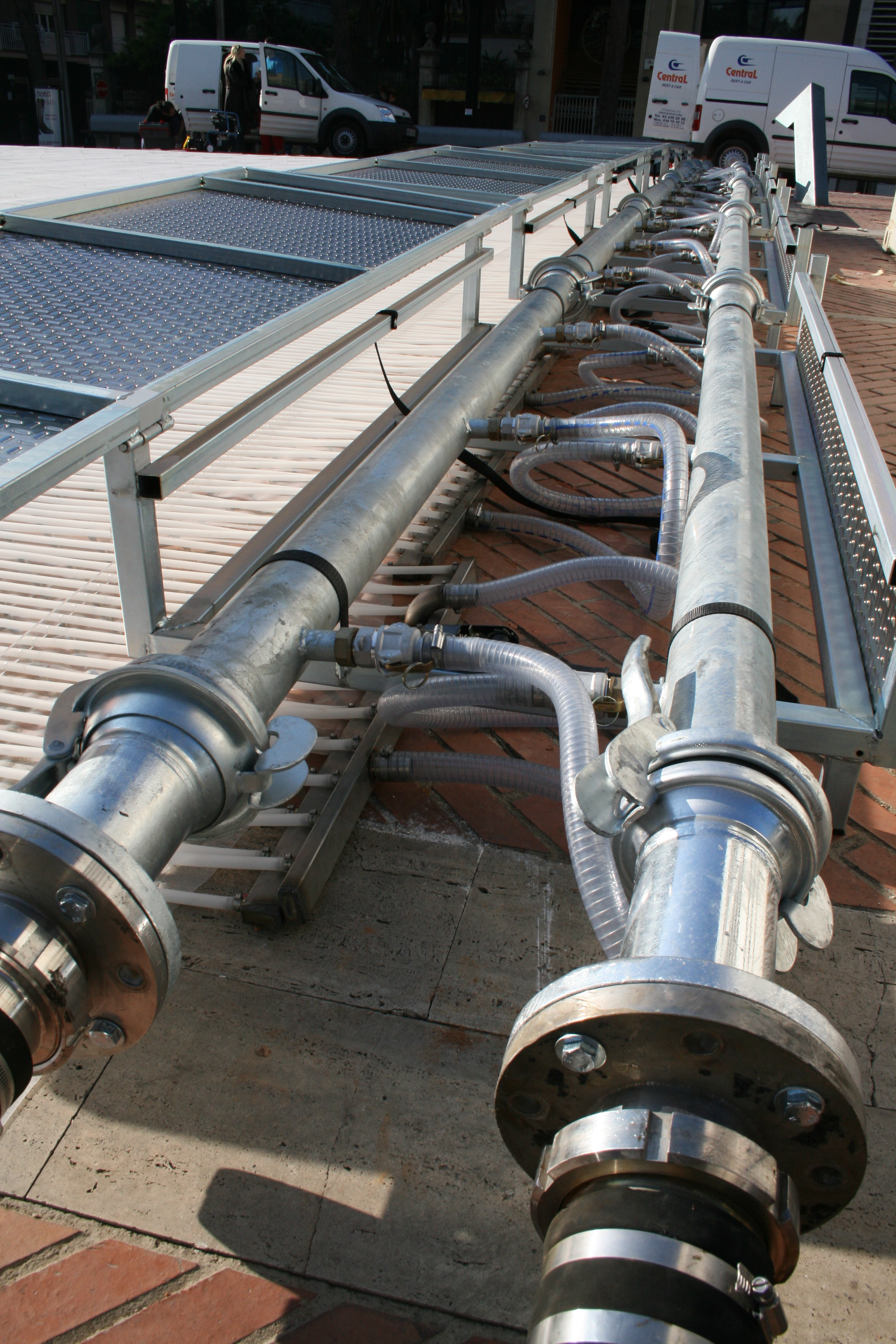
Els col·lectors principals d'una pista de gel
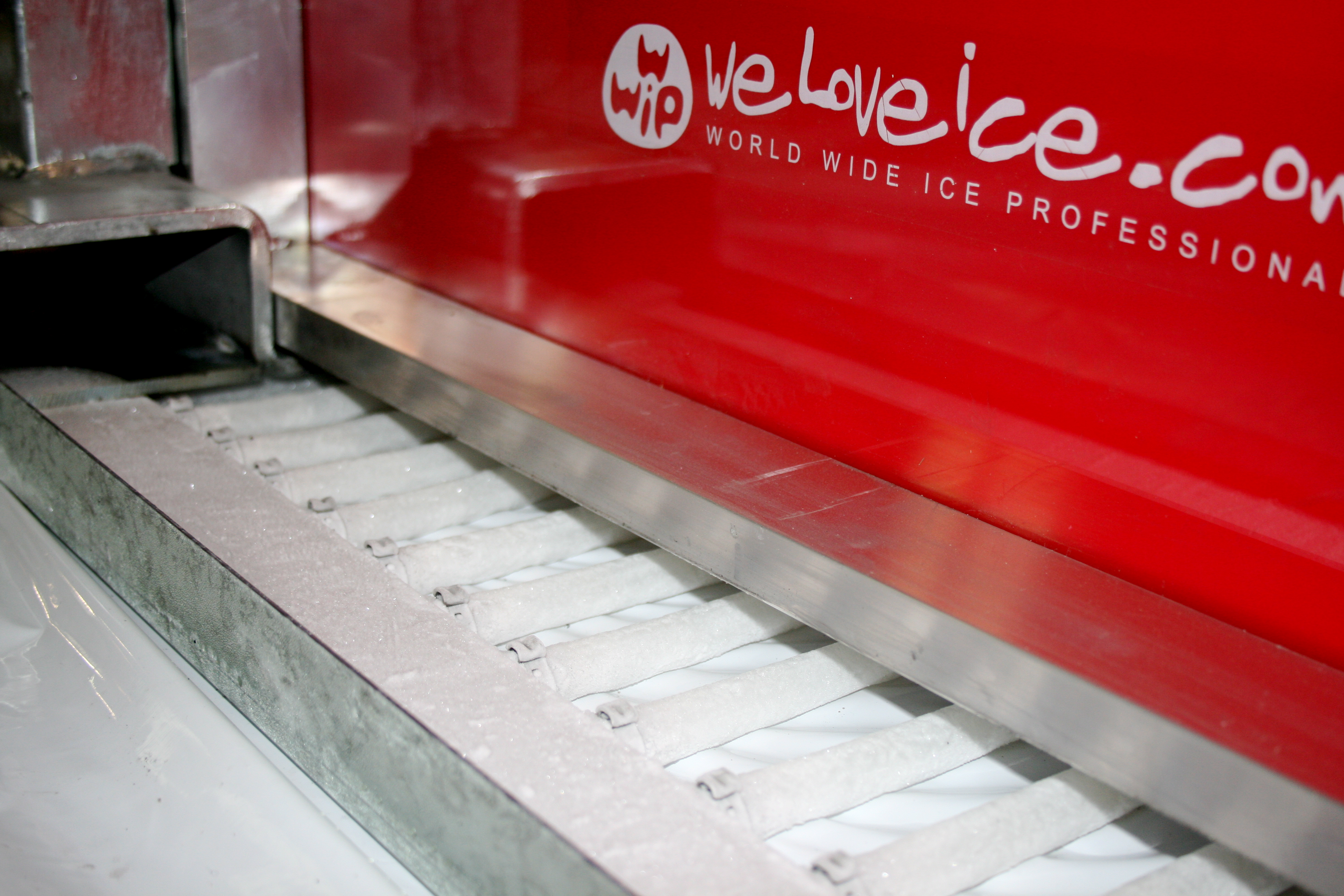
Col·lector terminal al final d'una pista de gel
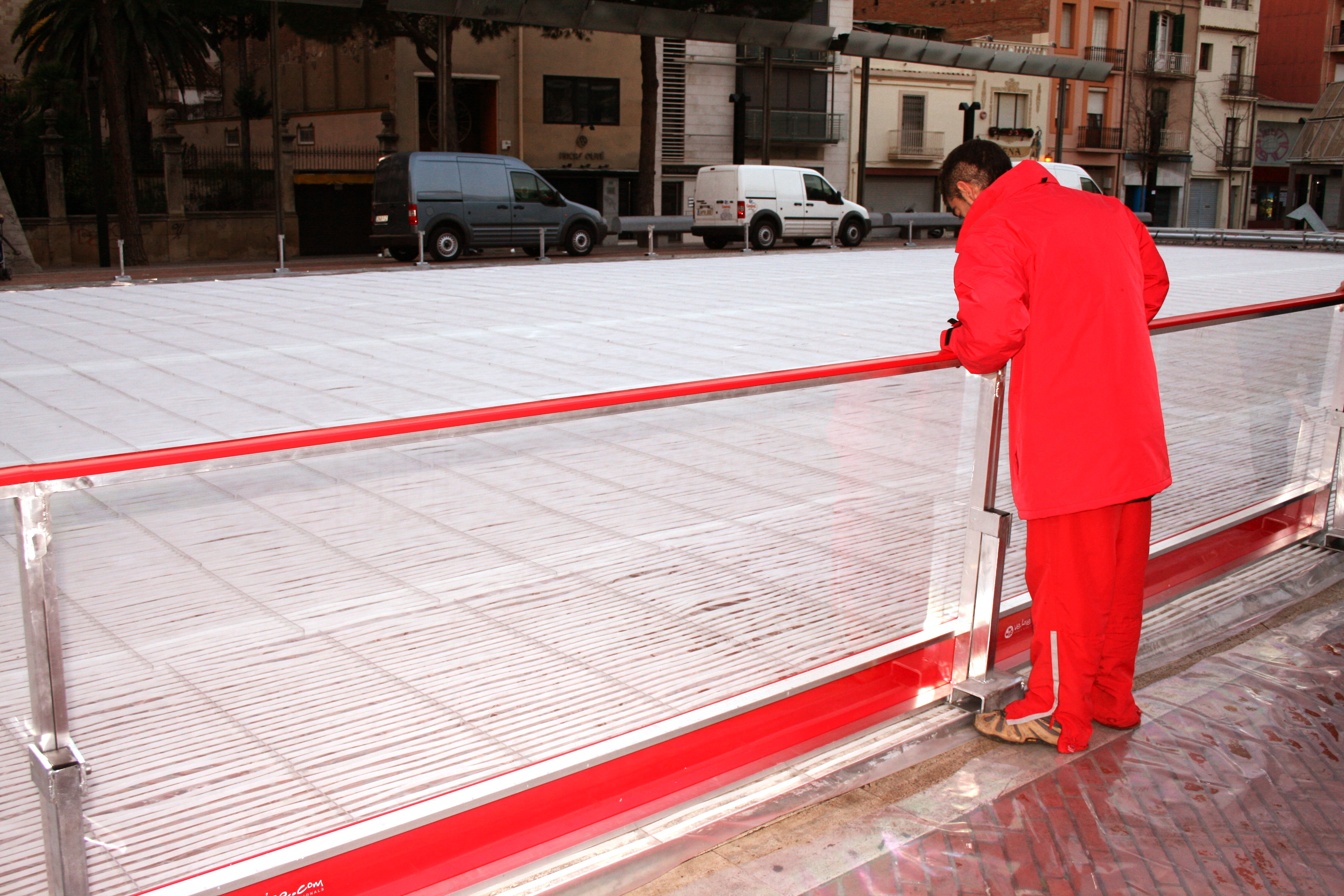
Muntatge de les baranes perimetrals d'una pista de gel temporal
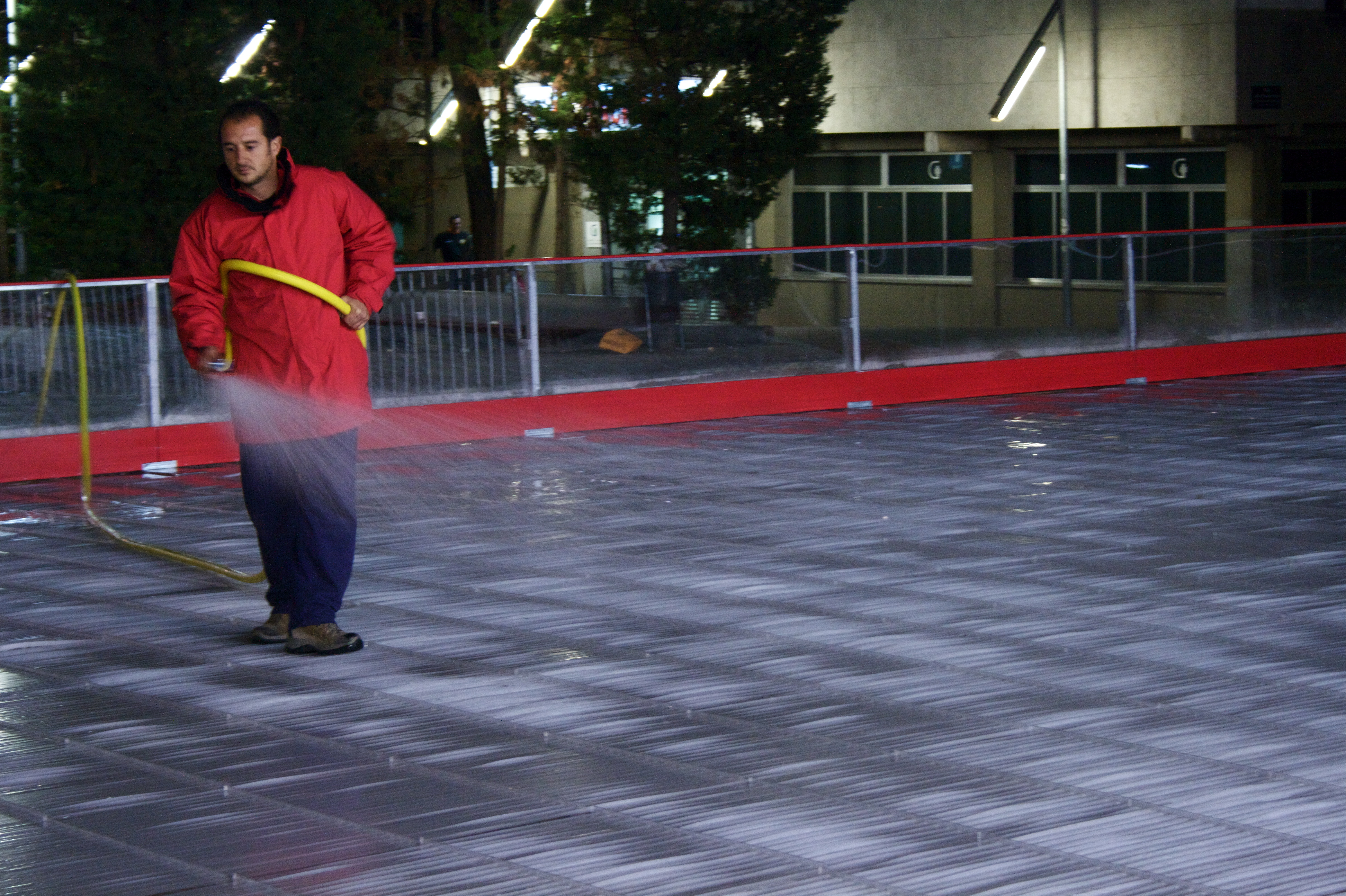
Supervisor fent gel
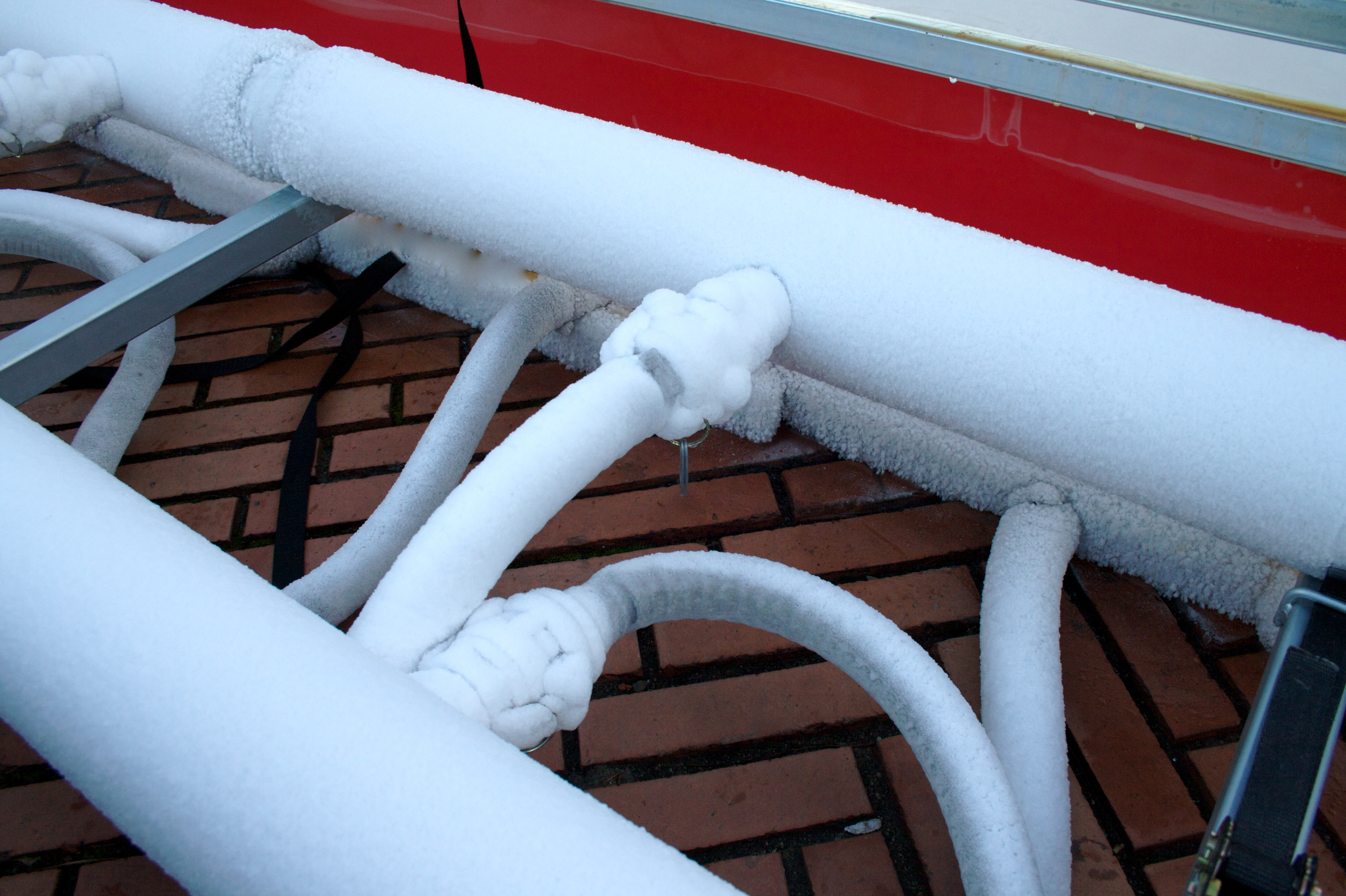
Els col·lectors principals congelats en una pista de gel
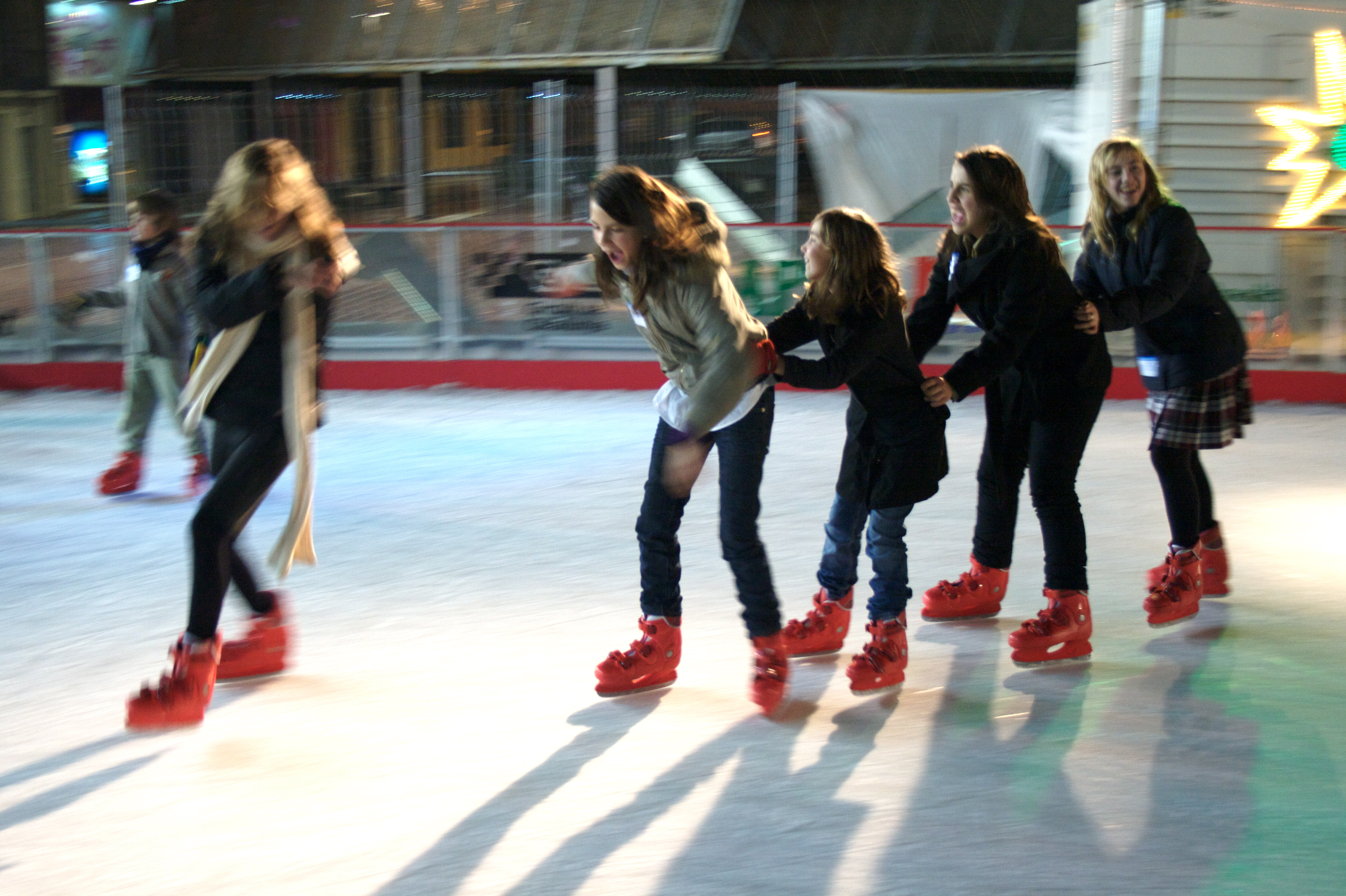
Patinatge d'oci a l'aire lliure al centre d'una ciutat
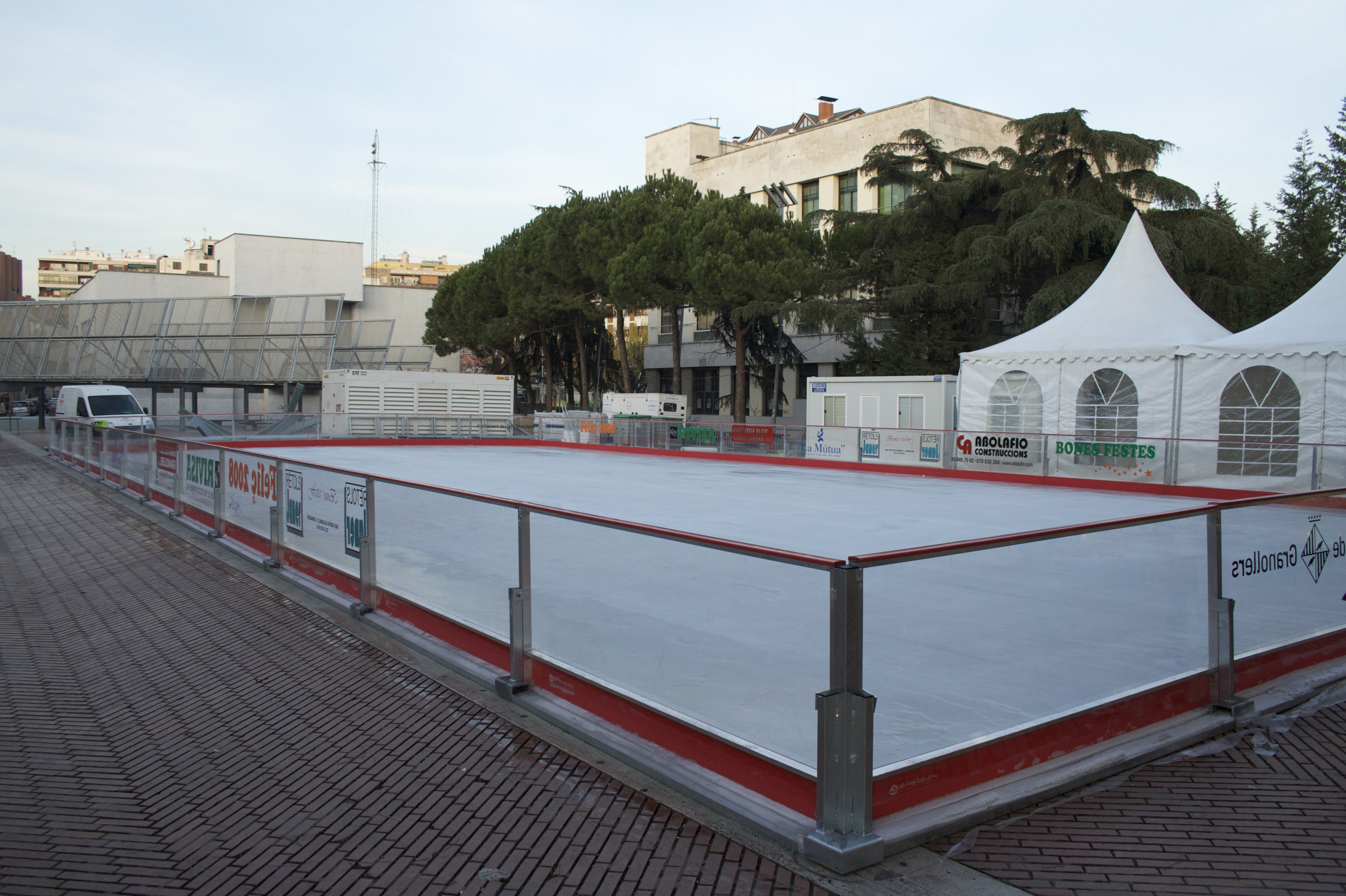
Típica pista de gel temporal al centre d'una ciutat